# Pericyma infligens
Pericyma infligens là một loài bướm đêm trong họ Erebidae.